# عارودة كبير
عارودة كبير قرية سوريّة تتبع إداريّاً لمحافظة حلب منطقة منبج ناحية خفسة، بلغ تعداد سكانها (183) نسمة حسب التعداد السكاني لعام 2004.